# Anatoli Lepine
Pour les articles homonymes, voir Lepine.
Anatoli Yakovlevitch Lepine (en russe : Анато́лий Я́ковлевич Ле́пин ; en letton : Anatols Liepiņš), né à Moscou (alors dans l'Empire russe) le 17 décembre 1907 (30 décembre 1907 dans le calendrier grégorien) et mort dans cette ville le 24 octobre 1984, est un compositeur soviétique.

## Biographie
Diplômé du Conservatoire de Moscou en 1936 après avoir étudié la composition avec A.N. Alexandrov, Anatoli Lepine enseigne à Tachkent de 1936 à 1938 puis à Kharkov de 1938 à 1939.
Il vit à Riga de 1945 à 1950 et, pendant cette période, il compose l'hymne d'État de la RSS de Lettonie.
 

## Musique de film (sélection)
- 1945 : Salut Moscou !
- 1946 : Vania l'orphelin
- 1956 : La Nuit de carnaval
- 1957 : Jeune Fille sans adresse
- 1959 : Les Aventures de Bouratino
- 1961 : Absolument sérieusement
- 1961 : L'Homme de nulle part
- 1965 : Donnez-moi le livre des réclamations